# 埃克塞特鎮區 (密蘇里州巴里縣)
埃克塞特鎮區（英語：Exeter Township）是位於美國密蘇里州巴里縣的一個行政鎮區。

## 地方資料
埃克塞特鎮區的面積為60.66平方千米，當中陸地面積為60.65平方千米，而水域面積為0.01平方千米。根據2020年美國人口普查的數據，當地共有人口1581人，而人口密度為每平方千米26.06人。